# Lithobius cryptobius
Lithobius cryptobius är en mångfotingart som beskrevs av Filippo Silvestri 1897. Lithobius cryptobius ingår i släktet Lithobius och familjen stenkrypare. Inga underarter finns listade i Catalogue of Life.